# Trogia
Trogia és un gènere de bolets agaricals de la família de les marasmiàcies (Marasmiaceae) que viuen en la fusta podrida. Rep aquest nom pel micòleg suís Jacob Gabriel Trog. El gènere conté unes 20 espècies de distribució tropical i subtropical.
Com altres fongs que viuen sobre la fusta podrida, els Trogia tenen enzims que degraden la lignina, a polisacàrids complexos. Trogia buccinalis ha estat investigada per usar els seus enzims per degradar molècules de la contaminació com és l'antracè, el pentaclorofenol, i el clorur de polivinil.

## Síndrome de la Mort sobtada a Yunnan
L'espècie Trogia venenata va estar implicada en la mort de 400 persones a Yunnan, Xina. La mort va ser causada per arrítmia cardíaca induïda per aminoàcids tòxics del bolet. Potser l'element contaminant bari va incrementar la toxicitat d'aquest bolet.

## Taxonomia
- Trogia aplorutis
- Trogia buccinalis
- Trogia calyculus
- Trogia cantharelloides
- Trogia crinipelliformi
- Trogia cyanea
- Trogia holochlora
- Trogia icterina
- Trogia inaequalis
- Trogia infundibuliformis
- Trogia lilaceogrisea
- Trogia mellaea
- Trogia montagnea
- Trogia pleurotoides
- Trogia steriodes
- Trogia subviridis
- Trogia venenata